# Arrondissement del dipartimento dell'Ille-et-Vilaine
Gli arrondissement del dipartimento dell'Ille-et-Vilaine, nella regione francese della Bretagna, sono quattro: Fougères-Vitré (capoluogo Fougères), Redon (Redon), Rennes (Rennes) e Saint-Malo (Saint-Malo).

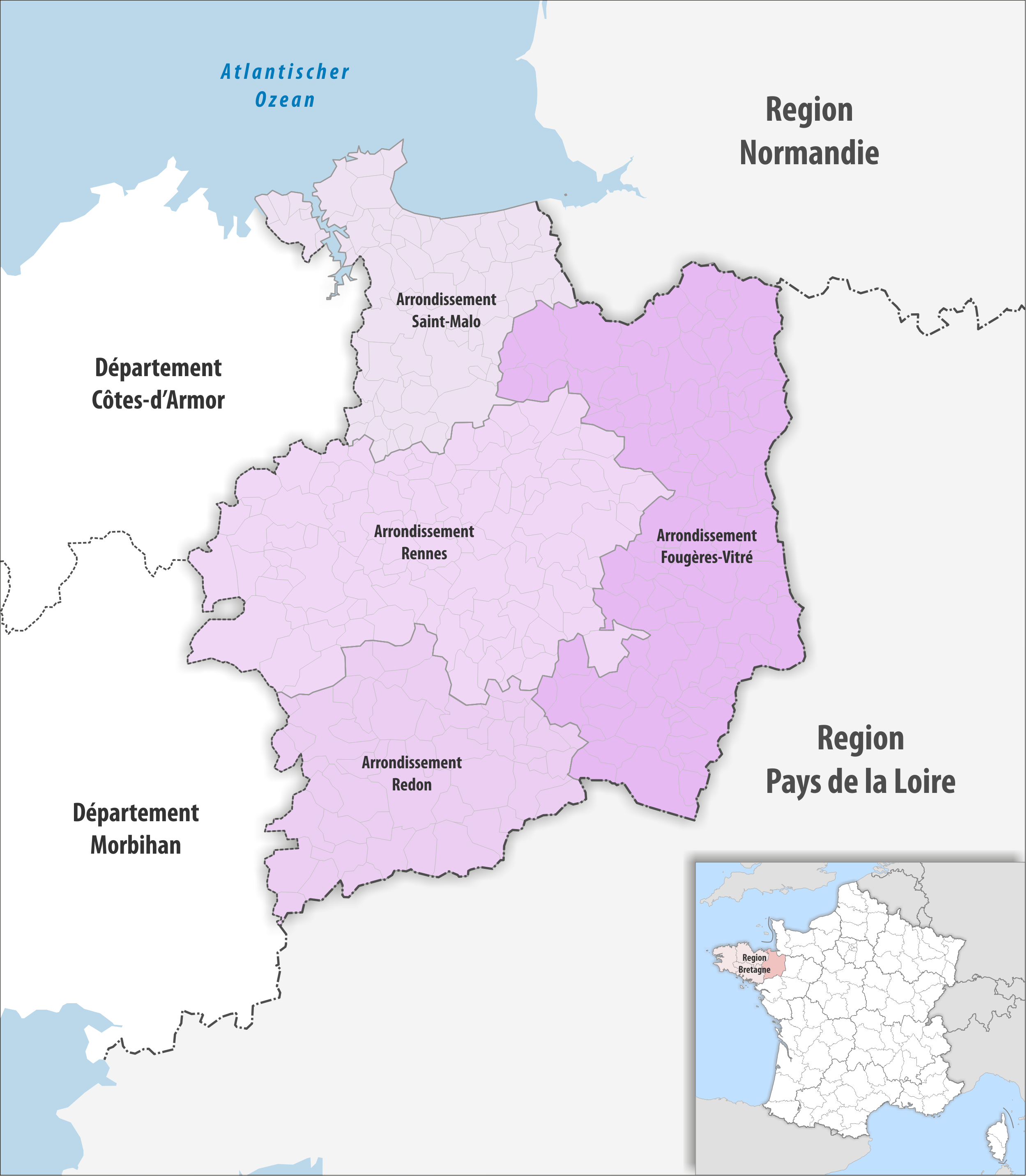
Gli arrondissement del dipartimento dell'Ille-et-Vilaine nel 2019

## Composizione
| Nome                              | Codice INSEE | N° di comuni | Superficie km2 | Popolazione | Densità (abitanti/km2) |
| --------------------------------- | ------------ | ------------ | -------------- | ----------- | ---------------------- |
| Arrondissement di Fougères-Vitré  | 351          | 106          | 2 173,2        | 185 402     | 85                     |
| Arrondissement di Redon           | 352          | 50           | 1 302,6        | 103 392     | 79                     |
| Arrondissement di Rennes          | 353          | 109          | 2 228,4        | 612 281     | 275                    |
| Arrondissement di Saint-Malo      | 354          | 68           | 1 070,6        | 168 153     | 157                    |
| Dipartimento dell'Ille-et-Vilaine | 35           | 277          | 6 774,8        | 1 069 228   | 158                    |

## Storia

Arrondissement e cantoni del dipartimento dell'Ille-et-Vilaine (dal 2010 al 2015).

- 1790: istituzione del dipartimento dell'Ille-et-Vilaine con nove distretti: Bain, Dol, Fougères, la Guerche, Montfort, Redon, Rennes, Saint-Malo e Vitré.
- 1800: istituzione degli arrondissement di: Fougères, Montfort, Redon, Rennes, Saint-Malo e Vitré.
- 1926: gli arrondissement di Montfort e Vitré sono soppressi.[6][7]
- 2010: l'arrondissement di Fougères è rinominato Fougères-Vitré e assorbe i sei cantoni di Argentré-du-Plessis, Châteaubourg, La Guerche-de-Bretagne, Retiers, Vitré-Est e Vitré-Ovest dall'arrondissement di Rennes.[8]
- 2017: i confini degli arrondissement dell'Ille-et-Vilaine sono stati modificati con decorrenza gennaio 2017:
  - quattro comuni dall'arrondissement di Fougères-Vitré all'arrondissement di Rennes;
  - un comune dall'arrondissement di Redon all'arrondissement di Rennes;
  - cinque comuni dall'arrondissement di Rennes all'arrondissement di Fougères-Vitré;
  - sette comuni dall'arrondissement di Rennes all'arrondissement di Saint-Malo.[9]